# Hamanako Tokyu Cup 2012
L'Hamanako Tokyu Cup 2012 è stato un torneo di tennis facente parte della categoria ITF Women's Circuit nell'ambito dell'ITF Women's Circuit 2012. Il torneo si è giocato a Hamamatsu in Giappone dal 22 al 28 ottobre 2012 su campi in erba e aveva un montepremi di $25,000.

## Vincitori

### Singolare
Alexa Glatch ha battuto in finale  Monique Adamczak con il punteggio di 6–2, 6–3

### Doppio
Shūko Aoyama /  Miki Miyamura hanno battuto in finale  Monique Adamczak /  Alexa Glatch con il punteggio di 3–6, 6–4, [10–6]